# Zhengyia
Zhengyia, novootkriveni monotipski biljni rod iz porodice koprivovki opisan 2013 godine. Jedina vrsta Z. shennoongensis, kineski endem iz provincije Hubei.